# 오노 마치코 (1981년)
오노 마치코(尾野 真千子, 1981년 11월 4일 ~ )은 일본의 배우이다. 나라현 요시노 부 니시요시노 촌 (현: 고조시) 출신으로 대표작으로는 영화 《수자쿠》와 《너를 보내는 숲》, 드라마 《카네이션》 등이 있다. 소속사는 콤스 시프트이며 별명은 '오노마치'이다.

## 내력
네 자매 중 막내이다. 중학교 3학년 때 학교에서 신발장 청소를 하던 중 영화 감독 가와세 나오미의 눈에 띄어 1997년 영화 《수자쿠》 주연을 맡으며 데뷔하였다. 나라 현립 고쇼 고등학교 (현: 나라 현립 세이쇼 고등학교) 졸업 후 상경하여 영화를 중심으로 배우 활동을 하였다. 고향인 나라 현에서 촬영한 영화 《너를 보내는 숲》에서 다시 가와세 나오미 감독과 작업하며 주연을 맡았다. 《너를 보내는 숲》이 칸 영화제 심사위원 대상을 수상하며 주목을 받았다.
TV드라마에도 다수 출연하였고, 특히 '썸머 레스큐 - 천공의 진료소'에서 쉬지 않고 화내고 짜증, 분노를 일으키는 여주인공 역할을 훌륭히 소화하여 '보는 사람으로 하여금 암 걸리게 하는 연기'라는 평을 들었다.

## 수상
- 1997년 싱가폴 국제 영화제 여우주연상 (《수자쿠》)
- 1998년 다카사키 영화제 최우수 신인여우상 (《수자쿠》)
- 2013년 제37회 엘란도르상 신인상

## 출연

### 영화
- 1997년 《수자쿠》
- 2001년 《유레카》
- 2001년 《깁스 걸》
- 2003년 《후나키를 기다리며》
- 2003년 《녹차의 맛》
- 2004년 《세상의 중심에서 사랑을 외치다》
- 2007년 《너를 보내는 숲》
- 2008년 《산의 당신: 도쿠이치의 사랑》
- 2009년 《무사하다면》
- 2008년 《클라이머즈 하이》
- 2010년 《레일 트럭》
- 2011년 《개울가》
- 2012년 《외사경찰: 그 남자에게 속지마라》
- 2012년 《노보우의 성》
- 2013년 《그렇게 아버지가 된다》
- 2013년 《탐정은 바에 있다 2》
- 2013년 《사죄의 왕》
- 2014년 《마녀 배달부 키키》 - 오소노 역
- 2014년 《니시노유키히코의 사랑과 모험》
- 2014년 《신은 발리에 있다》
- 2015년 《솔로몬의 위증》
- 2015년 《너는 착한 아이》
- 2015년 《터미널》 - 사에코 역
- 2015년 《렛츠락! 죽어서 하는 밴드》
- 2016년 《뮤지엄》 - 하루카 역
- 2016년 《에베레스트 신들의 봉우리》
- 2017년 《나미야 잡화점의 기적》- 길 잃은 강아지 / 기타가와 시즈코 역
- 2017년 《더 블루 하츠》
- 2017년 《언제 또 너와》- 아시무라 토모코 역
- 2018년 《빌어먹을 놈과 아름다운 세계》
- 2018년 《작은 영웅 - 게와 달걀과 투명인간》
- 2018년 《멋진 다이너마이트 스캔들》
- 2022년 《대결! 애니메이션》 - 아리시나 카야코 역

### 드라마
- 2004년 《인간의 증명》
- 2004년 《희망 없는 자》
- 2005년 《요시츠네》
- 2005년 《구명병동 24시 시즌 3》
- 2006년 《도쿄 타워 SP》
- 2007년 《도쿄 타워》
- 2006년 ~ 2007년 《이모타코 난킨》
- 2006년 《배우혼!》 9화
- 2009년 《경관의 피》
- 2009년 《하늘을 나는 타이어》
- 2009년 《불의 물고기》
- 2009년 《외사경찰》
- 2010년 《마더》
- 2011년 《이름을 잃은 여신》
- 2011년 ~ 2012년 《카네이션》
- 2012년 《마그마》
- 2012년 《서머 레스큐~천공의 진료소~》
- 2013년 《최고의 이혼》- 하마사키 유카 역
- 2014년 《極悪がんぼ(극악간보)》- 神埼薫(칸자키카오루) 역
- 2015년 《10개월 10일의 진화론》 - 스즈 역
- 2015년 《과자의 집》
- 2016년 《나츠메 소세키의 아내》 - 나츠메 쿄코 역
- 2016년 《처음 뵙겠습니다, 사랑합니다》 - 우에다 미나 역